# Donno
Donno (90 a.C. circa – 25 a.C. circa) è stato re dei Cozii, una delle tribù celto-liguri stanziate sulle Alpi Cozie in epoca romana.
Nel 61 a.C. stipulò un patto con Cesare (diretto in Spagna), consentendogli il transito sul valico del Monginevro. Questo patto pose le basi per una proficua alleanza con Roma, che porterà fortuna al suo regno e alla sua stirpe.
Nel 58 a.C. Cesare dovette nuovamente oltrepassare il valico per recarsi in Gallia, ma questa volta il transito sul valico fu preceduto da una serie di scontri tra i Romani ed alcune tribù montane che non si riconoscevano nell'alleanza con Roma. Alla fine dovettero però piegarsi alla superiorità dell'esercito romano. Questo rafforzò l'autorità di Donno, e conseguentemente l'alleanza con Cesare; inoltre il suo atteggiamento gli permise di mantenere il regno indipendente, sebbene Roma considerasse questi un protettorato.
Dal 55 a.C. in poi, a seguito della conquista romana della Gallia, la via di comunicazione attraverso i suoi territori e il Monginevro, divenne di primaria importanza economica e militare, e Donno si premurò di svilupparla, fino a diventare la Via delle Gallie per definizione.
Con la morte di Cesare e la successiva guerra civile romana, i rapporti tra le popolazioni locali e i Romani si fecero sempre più distaccati; comunque Donno si guardò bene dal bloccare la Via delle Gallie ai Romani.
A Donno successe il figlio, Cozio.